# Grand prix national Bernard Dadié de la littérature
Le grand prix national Bernard Dadié de la littérature, récompense en Côte d'Ivoire, depuis 2014, « les écrivains majeurs qui donnent sens et énergie aux lettres nationales ». Créé par le ministère ivoirien de la Culture et de la Francophonie il est ouvert uniquement aux œuvres individuelles. Il vise d'une part à promouvoir le livre et la lecture, et d'autre part, à susciter la création littéraire. Ce grand prix national doté d'un trophée et d'une somme d'un million de francs CFA est décerné à l'occasion du Salon international du livre d'Abidjan (SILA).

## Organisation
L’organisation pratique des compétitions et des cérémonies relatives à ce prix est confiée à Akwaba Culture, une association de droit public ivoirien.

## Évolution
Initialement grand prix national de littérature il est devenu grand prix national Bernard Dadié de la littérature pour rendre hommage à l'écrivain éponyme.

## Liste des lauréats
- 2014 : Charles Nokan pour Tel que je suis[2]

- 2016 : Véronique Tadjo pour Nelson Mandela : non à l’apartheid [3]

- 2017 : Josué Guébo pour  Aux chemins de Babo Naki [4]

- 2018 : Serge Bilé pour  Boni [5]

- 2019 : Gauz pour  Camarade Papa  [4]

- 2022 : Tiburce Koffi pour  L'Itinérant [4]
- 2024 : Macaire Etty pour Flamme éternelle
- 2025 : Fidèle Goulyzia pour Malo Woussou[6]